# Фрідріх Тьєрш
Фрідріх Тьєрш (нім. Friedrich Wilhelm von Thiersch 17 червня 1784 — 25 лютого 1860) — німецький класичний вчений і педагог.

## Біографія
Народився в Кірхшайдунгені (нині частина Лауха-ан-дер-Унструт, Саксонія-Ангальт). У 1809 році став професором гімназії в Мюнхені, а в 1826 професором античної літератури в університеті Ландсгута; в тому ж році був переведений до Мюнхена, де залишався до самої смерті. Тьєрш, «вчитель Баварії» (praeceptor Bavariae), знайшов систему освіти надзвичайно бідною. Між протестантськими «північними» і католицькими «південними» німцями була запекла ворожнеча; колеги Тьєрша, переважно старі монахи, жорстоко чинили опір його реформаторським ідеям, навіть з замахом на життя. Тим не менш, його плани були реалізовані і стали основою навчальних закладів Баварії.
Тьєрш був палким прихильником грецької незалежності. У 1832 році відвідав Грецію, і його вплив, як кажуть, допоміг закріпити за Оттоном Грецією трон новоствореного королівства. Він написав грецьку граматику, метричний переклад Піндара, і доповідь про Грецію (L'état actuel de la Grece) в 1833 році. У1855 році був обраний іноземним почесним членом Американської академії мистецтв і наук. 
Тьєрш помер у Мюнхені. Похований на Старому південному цвинтарі в Мюнхені. Після його смерті Баварська академія наук замовила бронзову медаль, виготовленої гравером Йоганном Адамом Рісом у 1860 році його біографію написав його син, H. W. J. Tiersch (1866). Інший син, Карл Тьєрш, був відомим хірургом, брат його Людвіг Тьєрш став впливовим живописцем.